# 任启亮
任启亮（1956年5月—），男，汉族，安徽淮北人，中华人民共和国政治人物，曾任国务院侨务办公室秘书行政司司长，国务院侨务办公室副主任，中国海外交流协会副会长，第十三届全国政协委员。